# Liste des évêques de Kasese
Liste des évêques de Kasese
(Dioecesis Kasesensis)
L'évêché de Kasese, en Ouganda, est créé le 6 mars 1989, par détachement de celui de Fort Portal (en).

## Sont évêques
- depuis le 6 mars 1989 : Egidio Nkaijanabwo

## Sources
- L'ANNUAIRE PONTIFICAL, sur le site http://www.catholic-hierarchy.org, à la page